# Роза Паркс
Роза Паркс (енгл. Rosa Parks; Таскиги, 4. фебруар 1913 — Детроит, 24. октобар 2005) била је афроамеричка активисткиња за људска права и кројачица коју је амерички Конгрес прогласио „мајком модерног Покрета за људска права“.
Роза Паркс је постала позната када је 1. децембра 1955. године одбила да на захтев возача аутобуса уступи своје место белом путнику. Њено хапшење и након тога суђење због грађанске непослушности имало је за последицу бојкот аутобуског саобраћаја у Монтгомерију, тј. један од највећих и најуспјешнијих масовних покрета против расне сегрегације у историји, који је Мартина Лутера Кинга Јуниора, једног од организатора бојкота, промовисао у вођу Покрета за људска права. Улога Розе Паркс у америчкој историји допринела је статусу иконе у америчкој култури, а њени поступци дали су легалитет покрету за људска права широм света.
Роза није била прва особа која се одупрла аутобуској сегрегацији, али Национално удружење за унапређење обојених људи (NAACP) је сматрало да је она најбољи кандидат за судски изазов након хапшења због грађанске непослушности због кршења закона о сегрегацији Алабаме. Случај је запео на државним судовима, али је федерална тужба за аутобус у Монтгомерију Браудер против Гејла резултирала одлуком из новембра 1956. године да је сегрегација аутобуса неуставна према клаузули о једнакој заштити 14. амандмана на Устав САД.
Розин чин пркоса и Монтгомерски бојкот аутобуса постали су важни симболи покрета. Она је постала је међународна икона отпора расној сегрегацији, организовала је и сарађивала са лидерима за грађанска права, укључујући Едгара Никсона и Мартина Лутера Кинга млађег. У то време, Паркс је била запослена као кројачица у локалној робној кући и била је секретарица Монтгомерског поглавље NAACP. Недавно пре тога је похађала Хајландер Фолк школу, центар у Тенесију за обуку активиста за радничка права и расну једнакост. Иако је у каснијим годинама добила велику част, она је такође патила због свог чина; отпуштена је са посла, а годинама након тога добијала је претње смрћу. Убрзо након бојкота, преселила се у Детроит, где је накратко пронашла сличан посао. Од 1965. до 1988. радила је као секретарица и рецепционерка Џона Конјерса, афроамеричког представника САД. Такође је била активна у покрету Црна моћ и подршци политичким затвореницима у САД.
Након пензионисања, Парксова је написала своју аутобиографију и наставила да инсистира да има још посла у борби за правду. Роза је добила национална признања, укључујући NAACP-ову медаљу Спингарн из 1979. године, Председничку медаљу слободе, Конгресну златну медаљу и постхумну статуу у Националном холу статуа Капитола Сједињених Држава. Након своје смрти 2005. године, била је прва жена чије је тело почасно лежало пре сахране у Ротонди Капитола. Калифорнија и Мисури обележавају Дан Розе Паркс на њен рођендан, 4. фебруара, док Охајо, Орегон и Тексас обележавају годишњицу њеног хапшења, 1. децембра.

## Младост
Роза Паркс је рођена као Роза Луиз Меколи Паркс (енгл. Rosa Louise McCauley Parks) у Таскигију, од оца Џејмса, столара и мајке Леоне Макели, учитељице. Након раставе родитеља Роза са мајком се преселила у Пајн Левел, недалеко од Монтгомерија. Живеле су на имању заједно са баком, дедом, као и Розиним млађим братом Силвестром. Роза Паркс је постала чланица афричке методистичке епископалне цркве, којој ће припадати цели живот. До своје једанаесте године мајка ју је подучава код куће, након чега се уписала у Индустријску школу за девојчице у Монтгомерију. Након тога је похађала државни колеџ у Алабами, али је била приморана да га напусти како би се бринула о баки, а касније и о оболелој мајци.
Под такозваним законом Џима Крова, црнци и белци на америчком југу били су одвојени скоро у сваком аспекту живота, укључујући и јавни превоз. Аутобуска и железничка предузећа нису превозила путнике посебно, него су постојала тачно одређена места за црне, односно беле путнике. Међутим, црној деци Југа није био доступан никакав облик школског аутобуског превоза. Парксова се сећала одласка у основну школу у Пајн Левелу, где су школски аутобуси превозили белу децу до њихове нове школе, а црна деца су морала да пешаче. „Могла сам да гледам аутобус како пролази сваки дан. Али је то за мене био начин живота; нисмо имали другог избора него да прихватимо то као нешто уобичајено. Аутобус је био једна од првих ствари када сам спознала да постоји свет белаца и свет црнаца.“
Упркос најранијим сећањима везаних уз љубазност белих странаца изнесених у Парксовој аутобиографији, околности у којима се налазила нису јој дозвољавале да игнорише расизам. Када је Кју клукс клан марширао улицом и пролазио испред њене куће, Парксова се сећа да је њен деда био прислоњен на улазна врата са пушком. Индустријска школа у Монтгомерију, иако су је за црну децу основали белци са севера, горела је два пута.
Године 1932. Роза се удала за Рејмонда Паркса, бријача из Монтгомерија. Рејмонд је био члан групе која је сакупљала новац за подршку групе црнаца који су неправедно били оптужени за силовање две беле жене. Након удаје, Роза је радила разне послове, од посла кућне помоћнице до испомоћи у болници. На мужев наговор 1933. године довршила је своје средњошколско образовање. У то време свега је нешто мање од 7% афро-Американаца имало средњошколску диплому. Упркос такозваном закону Џима Крова који је у великој мери отежавао црнцима политичко учешће, Роза је у свом трећем покушају успела да се региструје за гласање.
У децембру 1943. године Парксова је постала активна чланица Покрета за људска права, придружујући се подружници НААКП-а у Монтгомерију. Радила је волонтерски као секретарица председника Едгара Никсона. О својој позицији, касније је рекла: „Била сам једина жена тамо, а њима је била потребна секретарица и ја сам била сувише стидљива како бих рекла не“.

## Касније године
Након хапшења Роза је постала икона Покрета за људска права, али јој је то донело доста неугодности. Изгубила је посао у робној кући, а њен муж је напустио свој посао након што му је шеф забранио да прича о Рози. Године 1957. Парксови су напустили Монтгомери и отишли у Вирџинију, највише зато што Роза није успевала да нађе посао у Монтгомерију, али и због неслагања са Кингом и осталим водством Покрета за људска права у Монтгомерију. Запослила се као домаћица у једном црначком хотелу у Хамптону. Касније, те исте године, на наговор млађег брата Силверстера, брачни пар се заједно са Розином мајком преселио у Детроит, Мичиген.
Роза је радила као кројачица све до 1965, када ју је афро-амерички конгресмен Џон Конуерс запослио у својој канцеларији у Детроиту. На том послу је остала све до одласка у пензију 1988. године.
Роза Паркс је у фебруару 1987. године заједно са Елен Есон Стил основала Институт Розе и Рајмонда за самозапошљавање у знак сећања на Розиног мужа, који је умро од рака 1977. године.
Године 1992. је изашла аутобиографија „Моја прича“, намењена млађим читаоцима која описује њен живот и све што је довело до њене одлуке да своје место у аутобусу не уступи белом путнику. Године 1995. Роза је објавила своје мемоаре „Тиха моћ“, фокусиране на улогу вере у њеном животу.

## Смрт и сахрана
Роза Паркс је живела у Детроиту све до смрти. Умрла је у свом стану 24. октобра 2005. у 92 години. Године 2004. дијагнозирана јој је деменција.
Њено тело је положено на одар у цркви у Монтгомерију. Комеморација је одржана сутрадан ујутро, а увече је ковчег пребачен у град Вашингтон аутобусом налик на онај у којем је Роза својевремено одбила да уступи своје место белом човеку. Претпоставља се да је ковчег на одру у Вашингтону видело 50.000 људи, а догађај је био приказан и на телевизији 31. октобра, након чега је одржана још једна комеморација.
Иако предвиђен да траје највише три сата, због закашњења од једног сата, великог броја говорника и дужине говора, погреб се продужио на седам сати, до дубоко у ноћ, па га многе телевизијске станице изван Детроита нису комплетног преносиле.
Једна од говорница на комеморацији била је и Кондолиза Рајс, амерички државни секретар.
Током проласка погребне поворке на путу до гробља окупљено мноштво је аплаудирало и пуштало беле балоне у ваздух.